# 110 v.Chr.
110 v.Chr. is een jaartal volgens de christelijke jaartelling.

## Gebeurtenissen

### Italië
- Marcus Minucius Rufus en Spurius Postumius Albinus zijn consul in het Imperium Romanum.

### Numidië
- Jugurtha behaalt een overwinning op het Romeinse leger onder leiding van Aulus Postumius Albinus. Rome wordt gedwongen een vredesverdrag te sluiten met de Numidiërs.

### Griekenland
- Antiochus van Ascalon, een Griekse filosoof, begint met zijn studie op de Platoonse Academie van Athene.

### Europa
- De Cimbren, vergezeld door de Ambronen en de Teutonen, trekken door Helvetia. Ze bereiken na een vermoeiende tocht Zuidoost-Gallië.

## Geboren
- Bogud II (~110 v.Chr. - ~31 v.Chr.), koning van Mauretania
- Marcus Petreius (~110 v.Chr. - ~46 v.Chr.), Romeins veldheer en staatsman
- Titus Pomponius Atticus (~110 v.Chr. - ~32 v.Chr.), Romeins ridder en zakenman

## Overleden
- Panaetius van Rhodos (~180 v.Chr. - ~110 v.Chr.), Grieks Stoïcijns filosoof (70)
- Sima Tan (~165 v.Chr. - ~110 v.Chr.), Chinese historicus (55)